# Mettlach
Mettlach és un municipi del districte de Merzig-Wadern a l'estat federat alemany de Saarland. Està situat tocant el riu Saar, aproximadament a 7 km al nord-oest de Merzig.
Mettlach, antigament Mettloch, era un poble i una abadia del Ducat de Lorena, i pertanyia a la diòcesi de Trèveris. L'abadia de Mettlach va ser fundada al segle VII per Lutvin, que va ser el seu primer abat.
A Mettlach hi ha la seu de Villeroy & Boch, un dels principals fabricants del món de ceràmica.

## Nuclis
- Bethingen
- Dreisbach
- Faha
- Keuchingen
- Mettlach
- Nohn
- Orscholz
- Saarhölzbach
- Tünsdorf
- Wehingen
- Weiten